# Andouque
Andouque (okzitanisch: Andoca) ist eine französische Gemeinde mit 391 Einwohnern (Stand: 1. Januar 2022) im Département Tarn in der Region Okzitanien (vor 2016: Midi-Pyrénées). Andouque gehört zum Arrondissement Albi und zum Kanton Carmaux-1 Le Ségala (bis 2015: Kanton Valderiès). Die Einwohner werden Andouquois genannt.

## Geographie
Andouque liegt etwa zehn Kilometer nordöstlich von Albi am Cérou, der hier an der Barrage de Saint-Géraud aufgestaut ist und die Gemeinde im Norden begrenzt. Im Stausee mündet auch der Zufluss Boutescure. Umgeben wird Andouque von den Nachbargemeinden Crespin im Norden, Padiès im Nordosten, Valence-d’Albigeois und Saint-Julien-Gaulène im Osten, Sérénac im Südosten, Crespinet im Süden, Saint-Grégoire im Südwesten, Saussenac im Westen sowie Valderiès im Westen und Nordwesten.
Durch die Gemeinde führt die frühere Route nationale 603 (heutige D903).
Les Menhirs du Tombeau des Trois a` Andouque liegen in der Nähe.

## Bevölkerungsentwicklung
| 1962                      | 1968 | 1975 | 1982 | 1990 | 1999 | 2006 | 2013 |
| ------------------------- | ---- | ---- | ---- | ---- | ---- | ---- | ---- |
| 577                       | 549  | 477  | 427  | 403  | 370  | 384  | 384  |
| Quelle: Cassini und INSEE |      |      |      |      |      |      |      |